# Viticulture en Belgique

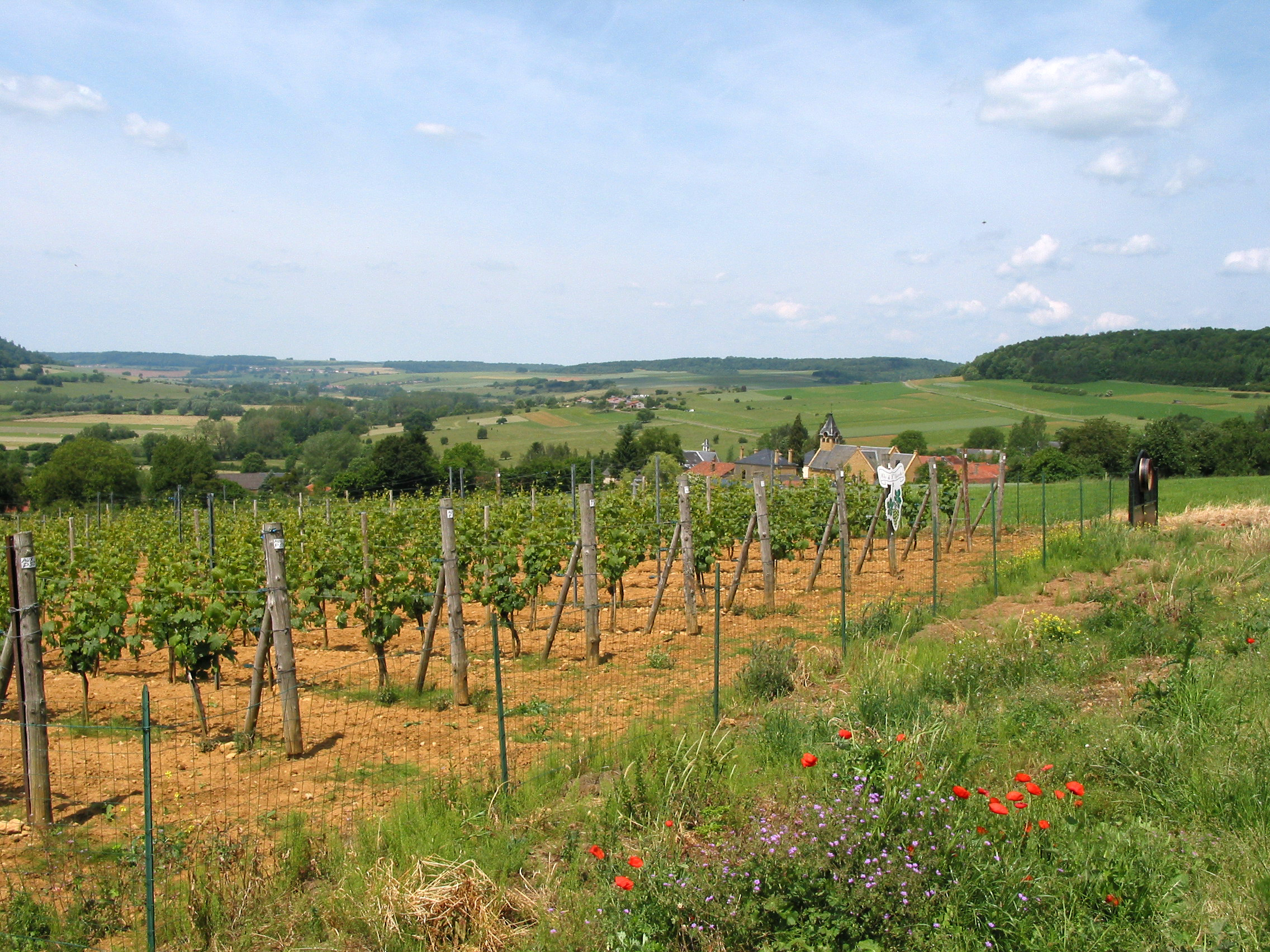
Vignoble à Torgny.

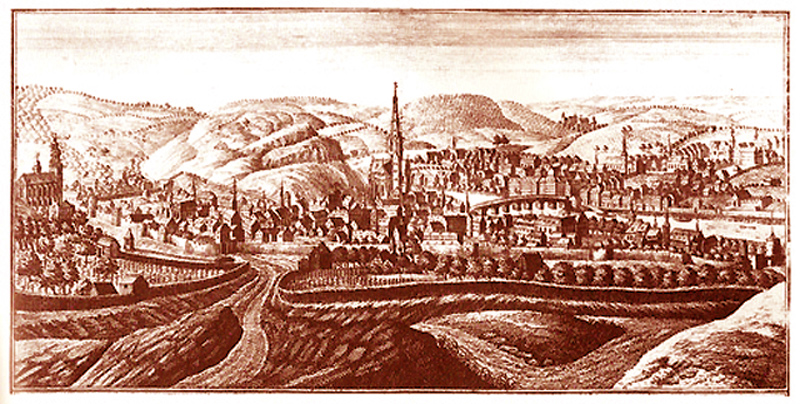
Remacle Le Loup - 1740 - eau-forte représentant la ville de Huy. À gauche : vignoble emmuré du couvent des Croisiers. Au centre : probablement le vignoble de Grimomont

La viticulture en Belgique apparaît vraisemblablement à partir du IXe siècle dans des abbayes pour les besoins de cérémonies religieuses. Elle s'étend lors des siècles suivants aux particuliers, principalement dans la vallée de la Meuse, en particulier entre Liège et Huy, et atteint son apogée lors des XIVe et XVe siècles. Elle est en déclin dès le XVIe siècle et disparait quasiment au début du XXe siècle.
À partir de 1865, et jusqu'au XXe siècle, la viticulture fait un retour sous serres chauffées pour la production de raisin de table, peu souvent pour des besoins de vinification. La viticulture belge en pleine terre fait un retour dans la seconde moitié du XXe siècle et est en essor depuis, caractérisée par une production en grande majorité de vins pétillants et de vins blancs.

## Histoire
Des traces de viticulture ont été découvertes à Bevere (sarments de vigne co-existant avec des outils du néolithique, sans pour autant être une preuve de viticulture au néolithique dans cette région), ainsi que des restes de vigne de l'holocène dans une tourbe à Jette-Saint-Pierre. Il n'y a pas de vignobles certains à l'époque romaine. Les premières preuves documentées de viticulture en Belgique remontent au début du IXe siècle, à Gand, Huy et Liège.

### Apparition et expansion de la viticulture (IXe–XIIIesiècles)

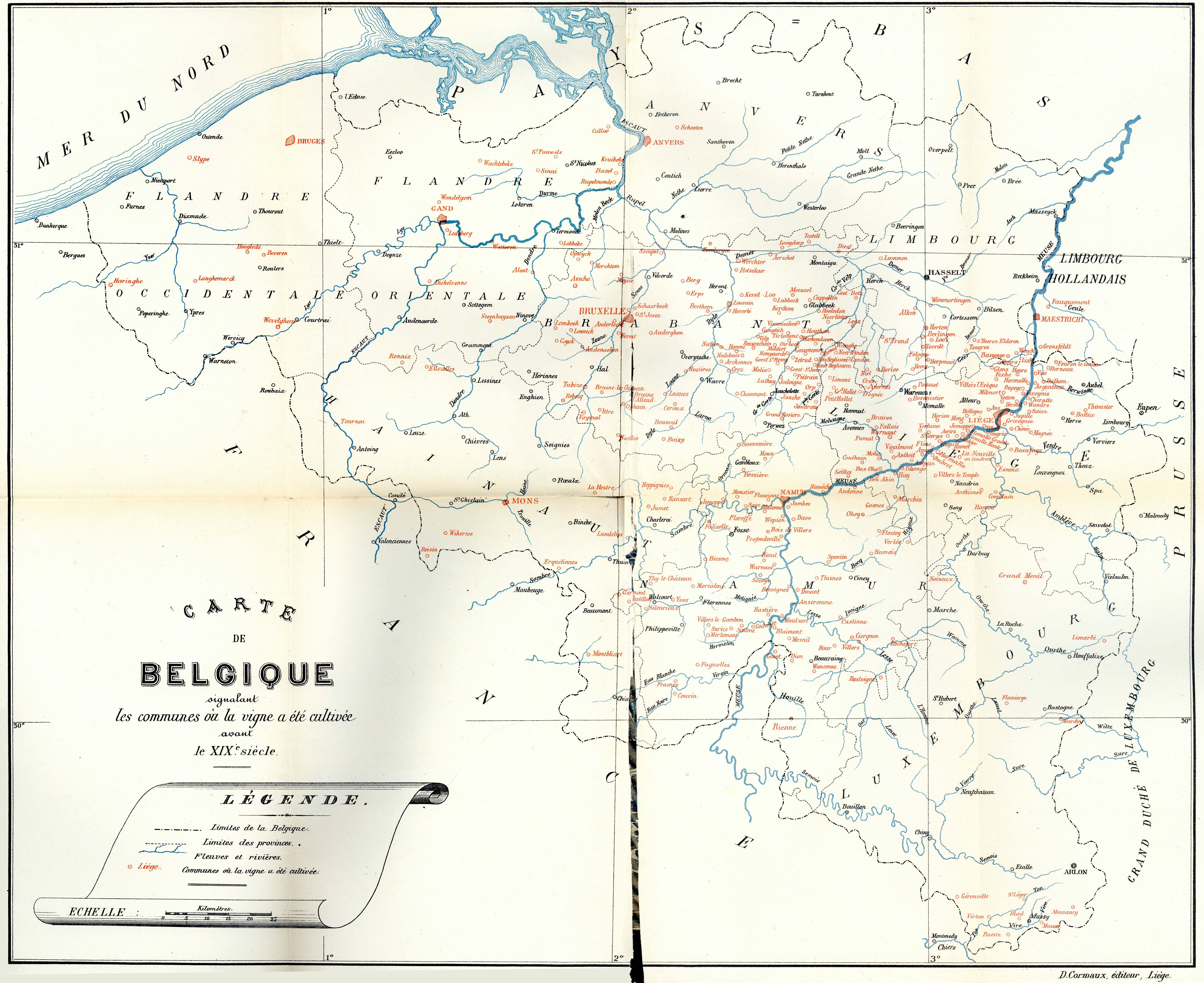
Carte des communes belges où la vigne a été cultivée avant le XIXe siècle.

Les bords du Rhin sont couverts de vignobles au VIIIe siècle, et, probablement, les premiers essais de viticulture en Belgique ont lieu en même temps,. Les traces sérieuses les plus anciennes remontent à 815 à Gand, et 830, à Huy et Liège, puis au Xe siècle à Namur et Tournai, au XIe siècle à Waulsort, Chokier, Vivegnis et Berlingen, et au XIIe siècle à Louvain.
Les premiers vignobles sont possédés par des abbayes, et les premiers cultivateurs de vignes sont probablement les moines. Ils ont besoin d'un vin non frelaté pour le Saint Sacrifice de la messe, le moyen le plus sûr d'obtenir un vin pur étant de le produire soi-même.
La vigne est ensuite cultivée par des particuliers, dont des seigneurs, comme les ducs de Bourgogne, qui possèdent les vignobles de Bruxelles, Louvain, Aerschot, Namur et Mons. La viticulture est alors une grande source de revenus pour les habitants.

### Apogée (XIVe–XVesiècles)
Jusqu'à la fin du XVe siècle, la vigne prospère et occupe une surface toujours plus grande du territoire. Les alentours de certaines villes, comme Huy, sont recouverts de vignes. La viticulture se fait principalement sur les bords de Meuse, mais est aussi présente dans la vallée du Geer, sur le plateau de Herve, ou encore sur les bords de l'Ourthe. Les vignes sont cultivées dans de nombreuses villes, à l'intérieur ou à l'extérieur des murs d'enceinte (Liège, Namur, Louvain, Mons, Tournai entre autres). De nombreux noms de lieux-dits faisant référence à la viticulture à travers la Belgique sont recensés, principalement dans les provinces de Liège, Namur, Hainaut et Limbourg. Au XVe siècle, il est documenté que les châtelains consomment leur propre production, de nombres paroisses possèdent des vignes, et que l'église touche des rentes en pots-de-vin.

### Déclin (XVIe–XIXesiècles)
La viticulture en Belgique décline à partir du XVIe siècle, et est quasiment inexistante au XVIIe siècle sur les bords de Meuse et dans les provinces de Luxembourg et Limbourg. Plusieurs raisons sont avancées,:
- L'amélioration des routes, la création de nombreuses voies ferrées, et l'augmentation considérable du trafic maritime ont rendu les vins français, espagnols et allemands, moins chers et de meilleure qualité, plus accessibles.
- Changement du climat : une baisse des températures liée au petit âge glaciaire a lieu dès le XVIe siècle, rendant la viticulture plus difficile, coûteuse et moins rentable.
- L'extension de la culture maraîchère, due à l'augmentation de la population, si bien que les foyers n'ont plus systématiquement un jardin pour cultiver leurs légumes. Les arbres fruitiers, les légumes et le houblon deviennent plus profitables, contrairement à la vigne. Les collines autour de Liège, couvertes de vignes au XVIe siècle, contiennent principalement des habitations et des jardins potagers à la fin du XIXe siècle.
- Les guerres des Pays-Bas aux XVIIe et XVIIIe siècles, pendant lesquelles des vignes sont détruites. Le manque de rentabilité des vignes à cette époque, ainsi que la présence d'importations poussent à ne pas les replanter.
- La pollution due au développement de l'industrie.
- Politique: à Namur, en 1673, des vignes sont détruites pour bâtir des fortifications.

Les vignes de pleine-terre terminent leur déclin aux XIXe et XXe siècles : leur surface passe de 300 ha en 1865 à 80 ha en 1910. Il n'en subsiste que sur quelques façades ensoleillées dans les années 1950, cultivées pour ornementation ou valeur sentimentale.

### Viticulture sous serres chauffées (XIXe–XXesiècles)
La viticulture sour serres apparaît en 1865 à Hœilaart,,. Contrairement aux serres néerlandaises, les serres belges sont chauffées au charbon ou à la coke, permettant aux variétés précoces de maturer au début du printemps, et aux variétés tardives de rester sur vignes en hiver. Elles produisent principalement du raisin de table, même si une partie de la récolte peut être vinifiée les années d'abondance. Les cépages utilisés sont principalement le Frankenthal, le Gros Colman, le Royal, le Muscat blanc d'Alexandrie et le Léopold III.
La viticulture sous serres occupe une surface grandissante jusqu'au début des années 1930, avec un pic de 350 ha en 1932. Les serres se trouvent principalement à proximité de Bruxelles (environ 80%) et dans le Brabant, notamment à Hœilaart, Overijse, La Hulpe, Duysbourg et Huldenberg,, principale zone de production. Une partie des cultivateurs travaille en serre pour compléter leurs revenus. L'importance de cette industrie s'explique par la forte densité de population dans les zones urbaines et rurales, la grande fertilité des sols, la tradition de culture intensive, et la position géographique de la Belgique, à un grand carrefour international. La production se fait toute l'année avec un creux en février-avril (environ 400 tonnes par mois en 1948) et un plateau haut en juillet-novembre (entre 1 200 et 1 800 tonnes par mois en 1948).
Les serres sont principalement sur de petites possessions spécialisées d'1 à 2 acres. Dans la province de Brabant, la grande taille des serres (en moyenne 134 m2) sur des petites surfaces (en moyenne moins d'1 ha) indiquent une spécialisation forte dans un système de production intensive, à l'image de ce qui est pratiqué dans quasiment toute la Belgique (à l'exception des provinces de Luxembourg et Limbourg). L'établissement viticole moyen possède 20 serres, avec un exploitant permanent et un ou deux ouvriers saisonniers, qui eux-mêmes peuvent travailler sur jusqu'à 3 ou 4 serres. En 1933, 6 000 personnes vivent de la culture de la vigne.
En 1946, 5% des grappes mondiales sont cultivées sous serres; elles le sont principalement en Belgique et aux Pays-Bas. Il s'agit principalement d'une culture d'exportation, principalement vers le Royaume-Uni, puis la Scandinavie, les Pays-Bas, l'Allemagne et la France. En 1927, sur les 60 millions d'anciens francs de ventes, 48 le sont en exportation. En 1930, la Belgique est la 12e exportatrice mondiale de grappes. Dans les années 1940, les deux tiers de sa production au minimum sont exportés.
Un coup d'arrêt aux exportations est néanmoins marqué dès 1932, à la suite de la modification par le Royaume-Uni de ses tarifs en 1931. Les exportations belges tous pays confondus passent de 3 000 tonnes en 1931, à environ 1 700 tonnes en 1935 puis 1 345 tonnes en 1946.
La viticulture belge se fait essentiellement sous serre jusqu'à la fin du XXe siècle,.

### Retour de la viticulture en pleine terre (depuis la fin duXXesiècle)
En 1962, à Huy et à Looz, deux vignerons, plantent leurs premiers ceps de vignes. Charles Legot, influencé par ses amis de Bourgogne, plante des ceps de pinot et fait renaître le Clos Bois Marie, alors que Jan Bellefroid plante des cépages allemands (müller-thurgau). De nombreux vignobles renaissent par la suite. De plus en plus de vignerons plantent de petits vignobles au moyen de plants dits hybrides ou interspécifiques, résistants aux maladies mais difficiles à vinifier. Dans les années 1970, le renouveau viticole gagne la Flandre et les Pays-Bas avec les cépages blancs allemands. Des producteurs de fruits remplacent leurs arbres fruitiers par des vignes, de sorte que dans le Hageland (autour de Louvain), une région viticole se recrée et décroche en 1997 la première AOC belge : Hagelandse Wijn. En 2000, la Hesbaye flamande suit avec l’AOC Haspengouwse Wijn et, en 2004, les Wallons obtiennent l’AOC Côtes de Sambre-et-Meuse,.  Suivront encore 2 AOC : Heuvellandse (créée en 2005) et Maasvallei Limburg (transfrontalière entre la Belgique et les Pays-Bas, créée en 2017).
Il existe par ailleurs deux vins de pays IGP:  Vin de Pays des Jardins de Wallonie (2004) et Vlaamse landwijn (2005), et deux appellations produits : vin mousseux de qualité flamand (2005) et Vin mousseux de qualité de Wallonie/ Crémant de Wallonie (2008).
Les autres vins produits en Flandre portent la dénomination Vlaamse landwijn mais ne constituent pas une AOC.
En résumé, la situation des appellations belges (AOC/AOP et IGP) est la suivante :
Appellations géographiques : 
- AOP Hagelandse wijn (1997)
- AOP Haspengouwse wijn (2000)
- AOP Heuvellandse wijn (2005)
- AOP Maasvallei Limburg (2017)
- AOP Vlaamse Mousserende Kwaliteitswijn (2005)
- AOP Côtes de Sambre et Meuse (2004)

Appellations produit (sur l'ensemble la région) : 
- AOP Crémant de Wallonie (2008)
- AOP Vin mousseux de qualité de Wallonie (2008)

IPG :
- IGP Vlaamse landwijn
- IGP Vin de pays des Jardins de Wallonie

## Viticulture conviviale
Cette volonté de recréer le vignoble belge est due à différents facteurs.
Tout d’abord, il y a un facteur historique qui vise à remettre à jour un ancien goût de terroir afin de retrouver ses racines. C’est surtout le cas des vignobles replantés à l’identique sur des anciens sites abbatiaux tels que Villers-la-Ville ou l’Abbaye de Saint-Denis-en-Broqueroie (près de Soignies).
Ensuite et souvent, c’est un facteur amical. Des amateurs de vin, souvent chapeautés par une ASBL, s’investissent énormément dans la création et l’entretien d’un vignoble. Les membres achètent du matériel et organisent des activités toujours dans une ambiance de camaraderie.
Enfin et plus rarement vient le facteur pédagogique ou altruiste avec, par exemple, le vin de terril de Trazegnies dont les fonds recueillis sont versés à une ASBL qui restaure le château de Trazegnies.

### Le vignoble de l’abbaye de Villers-en-Brabant
À Villers-la-Ville, la confrérie du vignoble de l’abbaye de Villers-en-Brabant entreprend la réhabilitation du vignoble intra-muros depuis 1990. Étant une ASBL, leur seul but est de faire revivre l’ancien vignoble de l’abbaye, en respectant sévèrement la disposition des lieux telle que les moines l’avaient conçue et, bien sûr, de créer une joie pour les membres de cette confrérie.
Ce vignoble compte une vingtaine d’ares, répartis sur cinq terrasses contenant approximativement 570 ceps. Il jouit d’une bonne exposition sud-ouest et est à l’abri des vents froids car il est disposé dans un véritable clos. Son sol est limoneux et sablonneux. L’ampélographie — c’est-à-dire le choix des cépages — s’est dirigée vers des hybrides rouges (le Léon Millot d’origine lorraine) et blancs (le Sirius et Phoenix d’origine allemande et Bianca d’origine hongroise).

### TerVigne: le vignoble d'Herlaimont (Charbonnage Mariemont-Bascoup, Terril N°7)
En 1968, François Dubois, sylviculteur et propriétaire du terril no 7, démontre que les terrils ne sont pas stériles en y plantant toutes sortes d’arbres. Devant le succès rencontré, il planta, en 1972, 12 ares de vignes, pour les doubler en 1973 et atteindre 1 ha (3 000 pieds) en 1974.
À sa mort, François Dubois a légué le vignoble à une fondation dont les revenus sont destinés à l’ASBL Les Amis du Château de Trazegnies, qui a la charge d’entretenir et de restaurer ce monument classé.

### Confrérie du Clos du Maillon
A Gilly, 630 plants de vigne ont été plantés par les résidents du « Maillon », une maison d’hébergement pour personnes handicapées mentales. Ce sont des vignerons qui supervisent le projet, né d’une amitié franco-belge et d’une remarquable idée de solidarité. Le Président d’Honneur du Clos du Maillon n’est autre que le Bourgmestre de Charleroi. Les éventuels revenus serviront à terme à financer une salle polyvalente pour les activités récréatives des résidents du « Maillon ».

## Viticulture professionnelle

### Appellation d’origine contrôlée (AOC)

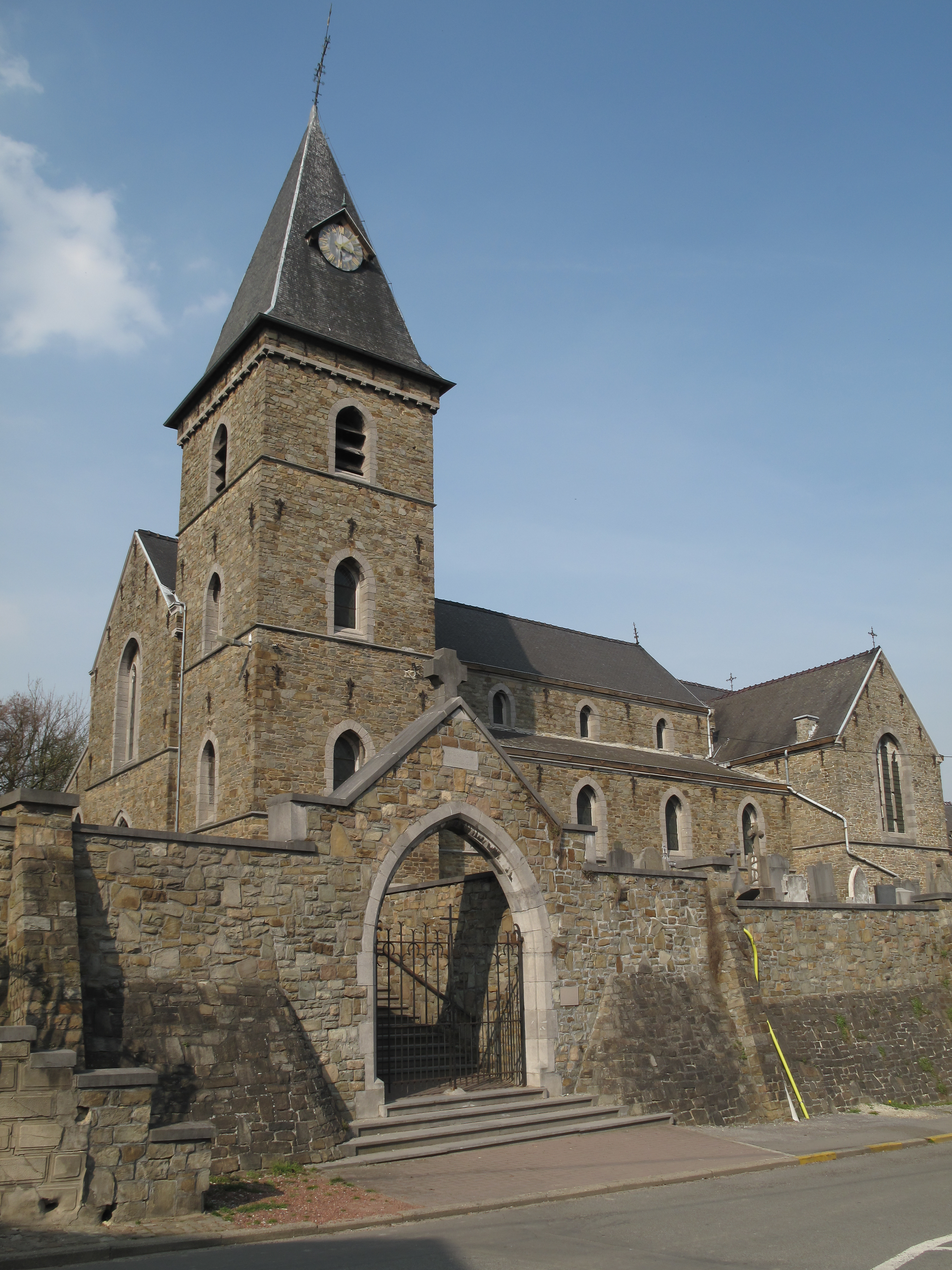
Heure-le-Romain cœur du "Vignoble de Liège".

L’appellation d’origine contrôlée confère à une production viticole une notoriété et une plus grande crédibilité auprès des consommateurs. Ce principe valorisant à tout point de vue est la base de la politique et de la réglementation viticole de l’Union européenne. La priorité des attributions des appellations recouvrent des vignobles historiques de l'époque romaine. Avant le "petit âge glaciaire" et l'effondrement de la société romaine les vignobles ont prospéré sous l'impulsion des abbayes et du défrichement de la forêt ardennaise. Si une propriété actuelle peut revendiquer cette lignée historique tout en suivant un cahier des charges rigoureux elle a de bonne chance de revendiquer une AOP. Des recherches cadastrales poussées et rigoureuses sont un travail important pour la légitimité de cette attribution. Une démarche fédérale forte encadre le processus toujours en cours. Le réchauffement climatique incitant de plus en plus de nouvelle implantations, les anciens sites sont très prisés. Ce phénomène, dans une moindre mesure, est similaire à l'achat de parcelles dans le sud de l'Angleterre pour la production de "Champagnes".
La notion de terroir qui englobe non seulement le sol mais le microclimat et les facteurs sociaux tels que les méthodes de culture, la vinification, et surtout l'histoire. justifiait, tant sur le plan économique et commercial que touristique, de doter la production wallonne d’AOC.

### Superficies et volumes de production
La surface cultivée de vignes augmente sans interruption entre 2006 et 2021, passant de 72 à 695 hectares, puis 801 ha en 2022 et 891 ha en 2023 et 958 ha en 2024.
La production viticole belge augmente nettement entre 2007 et 2018, passant d'environ 200 000 à plus d'un million de litres, et fluctue depuis 2018 entre environ 1 et 2 millions de litres.  La production a atteint environ 3 millions de litres du millésime 2022 et 3.434.604 litres en 2023, pour chuter considérablement en 2024 à 1.225.747 litres , à cause des conditions climatiques défavorables.
En 2023, 53,5 % de la production provient de la Wallonie, pour 46,5 % en Flandre.
Avec une production de 34 346hl sur 891 ha en 2023, le rendement moyen de la viticulture belge est de 38,5 hl/ha.
Les vins pétillants constituent 48 % de la production totale (52% en 2023), suivis par les vins blancs (32 % - 36% en 2023), puis les vins rouges et rosés (20 % - 12% en 2023).
Seuls 21% de la production nationale sont vendus sous appellation.  La plus importante est l'AOP côtes-sambre-et-meuse avec 142.097 litres, suivi par l'AOP Crémant de Wallonie (133.920 litres), l'AOP Vlaamse mousserende (135.330 litres) et l'IPG Vlaamse landwijn (132.080 litres).

### Encépagement
Si les cahiers des charges des différentes appellations autorisent de nombreux cépages (plus de 130 cépages plantés), le vignoble belge est majoritairment planté de chardonnay B (32 % de la superficie) et de pinot noir N (12%).  Suivent le johanniter B (8 %), le pinot gris G (4,5 %), l' auxerrois B (4 %), le sauvignon gris G (3,5%), le pinot meunier N (3,5 %), le solaris B (3,5 %), le muscaris B (2,5%), le pinot blanc B (2 %), suivis par le cabernet cortis N,  le pinot blanc B, le régent N, le müller-thurgau B et le sauvignac B avec de très faibles superficies.

### Recherche qualitative
(novembre 2013).
Quoiqu'en veille depuis plusieurs siècles, la culture de la vigne en Belgique n'est pas récente et depuis quelques années, on assiste à un regain d'intérêt pour le vignoble belge. Certains viticulteurs réalisent d'ailleurs une production remarquable.
Dans les vignobles belges, nous pouvons citer : le vignoble des Agaises à Haulchin, le domaine du Chenoy près de Namur, et le vin bio Hageling à Tirlemont et ceux de Tongres. Au concours mondial de Bruxelles 2019, la cuvée prestige 2014 du domaine du Chant d’Éole (Quévy-le-Grand) décroche la première place comme révélation internationale des vins mousseux.
On produit à plusieurs endroits en Flandre du mousseux à base de chardonnay tel le Meerdael. Tous ces vins sont de qualité respectable et proposent des prix raisonnables pour la plupart, soit moins de 10 € la bouteille. Les vins belges sont encore loin de prétendre à des prix avoisinant ceux du champagne, bien que le "Seigneur Ruffus" des Agaises, un chardonnay mousseux, ait obtenu une belle médaille d'argent au concours international de Lisbonne en 2005.
Par ailleurs, de plus en plus d'associations se mettent à promouvoir le secteur du vin en Belgique. L'une d'entre elles est l'Oenokot, un "kot à projet" de l’université catholique de Louvain (Louvain-la-Neuve) qui regroupe une dizaine d'étudiants de tous bords. Ils organisent un foire aux vins belges. Cette foire réunit des produits aussi variés par leur origine (tout le pays est représenté) que par leur nature (vin, vin de fruit, maitrank). Une autre association propose également un site internet intéressant et plus ciblé sur les cépages cultivés en Belgique ainsi que les techniques d'élaboration du vin.

### Vignobles et producteurs
- Château de Bioul
- Clos les Ramiers à Looz
- Vignoble de La Mazelle
- Vignoble de l'abbaye de Saint-Denis
- Vin de Liège
- Vignoble des Agaises
- Vignoble du château Genoels-Elderen
- Clos des Zouaves à Thuin
- Domaine du Chenoy
- Domaine du Chapitre
- Domaine du Chant d'Éole
- Domaine Vins des Cinq à Couthuin
- Confrérie du Vignoble de l'Abbaye de Villers en Brabant, association sans but lucratif, à Villers-la-Ville
- Domaine de Mellemont à Thorembais-les-Béguines (Pierre Rion, Étienne Rigo, François Vercheval)
- Philippe Grafé, Domaine Viticole Philippe Grafé sprl à Emines
- Raymond Godin, Les Coteaux de Dame Palate à Chokier
- Tervigne, "Côteaux du Vignoy", société privée à responsabilité limitée sur le terril N°7 à Chapelle-lés-Herlaimont, Hainaut.
- Vin du Pays de Herve.

### Organisations interprofessionnelles
En Flandre : Vzw Belgische wijnbouwers. Hondelee 44 9052 Zwijnaarde info@belgischewijnbouwers.be 
En Wallonie : Association des Vignerons de Wallonie c/o Christophe Waterkeyn 7 Place du 7e Régiment de Tirailleurs marocains 1450 Cortil-Noirmont . info@vigneronsdewallonie.be

## Concours de vins
Seuls quelques concours de vins sont organisés en Belgique. Mais il n'y a que le Concours International des Vins organisé par l'institut de qualité Monde Selection qui a reçu le patronage de l'O.I.V.

#### Presse
- Jean-Pierre Stroobants, « Le vin belge entre en effervescence », Le Monde.fr,‎ 27 septembre 2021 (lire en ligne ).

#### Internet
- Nicole Hanot et Norbert Théatre, Petite histoire de la vigne et du vin mosan.
- Vignes nordiques, de table ou de cuve, résistantes aux maladies et au froid, évaluées en haute Ardenne et proposées par une pépinière en ligne.
- Vignoble-belge : le site sur les vignobles et les vins belges.